# Kurate
Kurate (japanska: 鞍手町?, Kurate-machi) är en landskommun (köping) i Fukuoka prefektur i Japan. 